# Ángel Guido
Ángel Francisco Guido (Rosario, Santa Fe, 29 de septiembre de 1896 - † íd. 29 de mayo de 1960) fue arquitecto, ingeniero, urbanista e historiador argentino, uno de los creadores del Monumento Nacional a la Bandera y del Plan Regulador de 1935, que concebía a esa obra unida con el Parque Nacional a la Bandera y el ingreso a Rosario desde el río.

## Biografía
Guido nació en Rosario en 1896, hijo de Agustín Guido y Magdalena Cussino. Cursó sus estudios en la Universidad Nacional de Córdoba, graduándose como ingeniero civil en 1920 y como arquitecto en 1921. En 1932 recibió la beca Guggenheim la cual le dio impulso a su carrera.
Falleció, también en Rosario, el 29 de mayo de 1960. Sus restos descansan en el Cementerio El Salvador, a la vera de la calle mayor.

## Monumento a la Bandera
A Guido se lo conoce por ser uno de los creadores del Monumento Nacional a la Bandera. En 1939 Guido ganó, junto con Alejandro Bustillo, un concurso de anteproyectos que representaba el tercer intento por construirlo. Así, después de 85 años desde que se concibiera levantar el Monumento por primera vez y de dos frustrados proyectos, de 1872 y de 1909, la obra se inauguró en 1957.
En la propuesta que habían presentado Guido y Bustillo, el Monumento funcionaba como el remate de un eje cívico que partía desde el ingreso a Rosario por el río Paraná y atravesaba el Parque Nacional a la Bandera. Sin embargo, debió transcurrir mucho para que esa unidad se concretara. El primer paso, en 1997, fue la unión del Monumento con el Mástil Mayor. A esa obra le siguió la construcción de una explanada que la Municipalidad habilitó en 2005 buscando enlazar los tres espacios: Monumento, Parque Nacional a la Bandera y Estación Fluvial.
Y el tercer paso se cumplió en 2006 con un nuevo acceso a La Fluvial que incluyó el trazado de ingresos peatonales y de vehículos, la instalación de equipamiento urbano y luminarias, trabajos de jardinería y una renovación paisajística adaptada al material histórico preexistente en el sitio.

## Otras obras en la ciudad
En arquitectura, Guido es considerado como un referente del movimiento neocolonial. Fue autor de numerosísimas obras en todo el mundo, y en Rosario aún se destacan la llamada Casa Fracassi (Esq. de San Luis y Corrientes) la cual perteneció al Doctor Teodoro Fracassi, la sede del Club Gimnasia y Esgrima (Laprida al 900), y la vivienda de Montevideo 2112.
Entre los otros muchos trabajos que Guido dejó en el campo de la arquitectura argentina figuran, además, la elaboración de los planes reguladores de Rosario, Mar del Plata, Salta y Tucumán, y el proyecto de la Ciudad Universitaria de Rosario en 1950.
El Plan Regulador de 1935, para la ciudad de Rosario, Provincia de Santa Fe, era extraordinario para la época, ya preveían el uso de subterráneo y hasta el uso de la isla del Espinillo (isla entrerriana).
Este plan preveía, la construcción de un aeropuerto principal en la isla, y la forestación de varios sectores verdes para la ciudad. También contaba con la idea de una circunvalación, utilizando 2 avenidas principales que cruzaban la ciudad de norte a sur.
En 2006 quedan cuatro nietos de Guido, Alejandro Caprioglio, Mario Caprioglio, Marcela Martínez Vivot y Adriana Martínez Vivot, y quien fuera su socio, el también arquitecto César Benetti Aprosio.

## Escritor
En 1954, se editaba en Rosario una novela titulada "La ciudad del puerto petrificado", El extraño caso de Pedro Orfanus", bajo el nombre de autor de Onir Asor, anagrama de "rosarino", y que en su momento fue un secreto a voces: el seudónimo escondía al arquitecto Angel Guido, autor del proyecto del Monumento a la Bandera, poeta marginal de la generación del 22, autor de ensayos sobre arte y arquitectura influenciados por las ideas de Ricardo Rojas, y padre de la novelista, por entonces en ciernes, Beatriz Guido, quien ganaba el premio Emecé por "La casa del ángel".
En 1925 luego de viajar por Latinoamérica publicó el libro "Fusión hispanoindígena en la arquitectura colonial", obra en la que describe su concepto de fusión, con el que vertebraría luego su arquitectura y crítica. Así, acuñó el término Eurindia, o la fusión entre el lo indígena y lo europeo, que impregnó su mirada sobre el arte y la arquitectura americanas.